# 多巴胺 (藥物)
多巴胺（英語：dopamine） 以Intropin（恩得品）等商品名稱於市面上銷售，是一種最常用於治療休克（亦稱急性循環衰竭）、心跳過緩症狀以及在沒腎上腺素的情況下用以治療心臟驟停的替代藥物。對於新生兒而言，此藥物仍是治療休克的首選藥物。對治療休克，在兒童通常的首選藥物是腎上腺素或去甲腎上腺素，而在成人通常的首選藥物為去甲腎上腺素。它以連續輸注的形式經由靜脈或骨內給藥。藥物作用通常會在給藥後5分鐘內即開始，然後持續增加多巴胺的給藥量，直到病人的血壓或心率達到目標水平。
使用後常見的副作用有腎功能惡化、心律不整、心絞痛、嘔吐、頭痛或焦慮。
如果藥物外滲，進入注射部位周圍的軟組織，可能會導致局部組織死亡。可施用酚妥拉明來降低這種風險。目前尚不清楚個體於懷孕時期使用對於胎兒，或在母乳哺育期間使用對於嬰兒是否安全。多巴胺在低劑量時，主要觸發多巴胺受體和β1-腎上腺素受體，而在高劑量時，它透過觸發α-腎上腺素受體而發揮作用。
多巴胺於1910年在英國，首次由喬治·巴戈和詹姆士·伊文（James Ewens）兩人在實驗室內合成。它已納入世界衛生組織基本藥物標準清單之中。在人體生理學中，多巴胺既是一種神經傳導物質，也是一種激素。

## 醫療用途

### 低血壓或休克
對於新生兒，此藥物仍是治療休克的首選藥物。對於休克，在兒童通常的首選藥物是腎上腺素或去甲腎上腺素，而在成人通常的首選藥物為去甲腎上腺素。
對於大出血休克或敗血性休克的患者，應優先進行靜脈輸液以恢復血容量，待血壓穩定後，再評估是否需要使用多巴胺。

### 腎功能
低劑量多巴胺已常規用於治療和預防急性腎損傷。然而從1999年開始，已有許多評論的觀點是如此低的劑量不但無法發揮功效，有時可能對患者有害。

### 給藥方式
由於多巴胺在血漿中的生物半衰期很短 - 成人約為一分鐘，新生兒為兩分鐘，早產兒可長達五分鐘。因此通常會以連續靜脈輸注的方式給藥，而非透過單次注射的方式。

### 其他用途
有種氟化的L-多巴（稱為氟多巴）可用於正子斷層造影，以評估個體黑質紋狀體路徑的功能。

## 禁忌症
一般不應將多巴胺用於患有嗜鉻細胞瘤或未經治療的心跳過速患者。

## 副作用
此藥物的半數致死量（LD50（估計可對50%的人口造成致命的劑量）為：59毫克/公斤（小鼠，靜脈注射給藥）、950毫克/公斤（小鼠，腹腔注射給藥）、163毫克/公斤（大鼠,腹腔注射給藥）及79毫克/公斤（狗，靜脈注射給藥）。

### 外滲
如果注射後後發生外滲，有導致周圍組織死亡的可能。可在注射部位附近注射酚妥拉明，來降低這種風險。

## 作用機轉
多巴胺的作用有增加個體的腎臟排鈉、增加排尿量、升高心率和升高血壓，依劑量而有不同的表現。藥物在低劑量時為透過交感神經系統發揮作用，增加心肌收縮力和心率，而升高心輸出量和血壓。而使用較高劑量時也會導致血管收縮，進一步將血壓升高。
雖然一些效應是由多巴胺與受體結合而產生的各式生理反應，但顯著的心血管效應是由多巴胺作用於α1、β1和β2腎上腺素受體所導致。

## 社會與文化

### 法律地位
歐洲藥品管理局（EMA）人用藥品委員會（CHMP）於2024年3月採納正面意見，建議授予商品名為Neoatricon的小兒科用藥上市授權（PUMA），此藥物用於治療新生兒、嬰兒和18歲以下兒童及青少年的低血壓或休克症狀。上市授權申請者為於愛爾蘭都柏林註冊的藥業 - BrePco Biopharma Limited。